# Paraphrynus raptator
Paraphrynus raptator är en spindeldjursart som först beskrevs av Pocock 1902.  Paraphrynus raptator ingår i släktet Paraphrynus och familjen Phrynidae. Inga underarter finns listade i Catalogue of Life.